# Lovčice (Bílé Podolí)

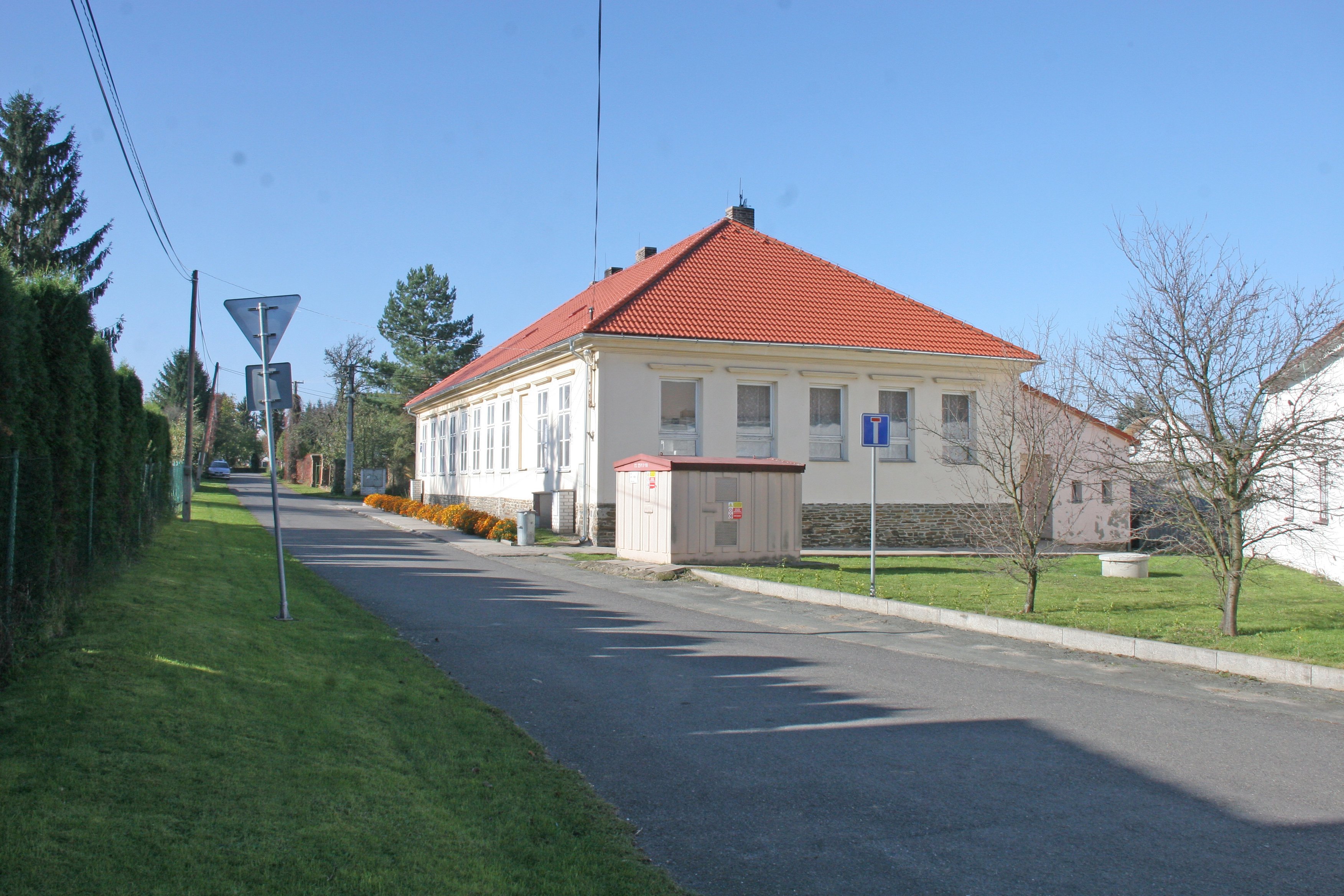
Schule

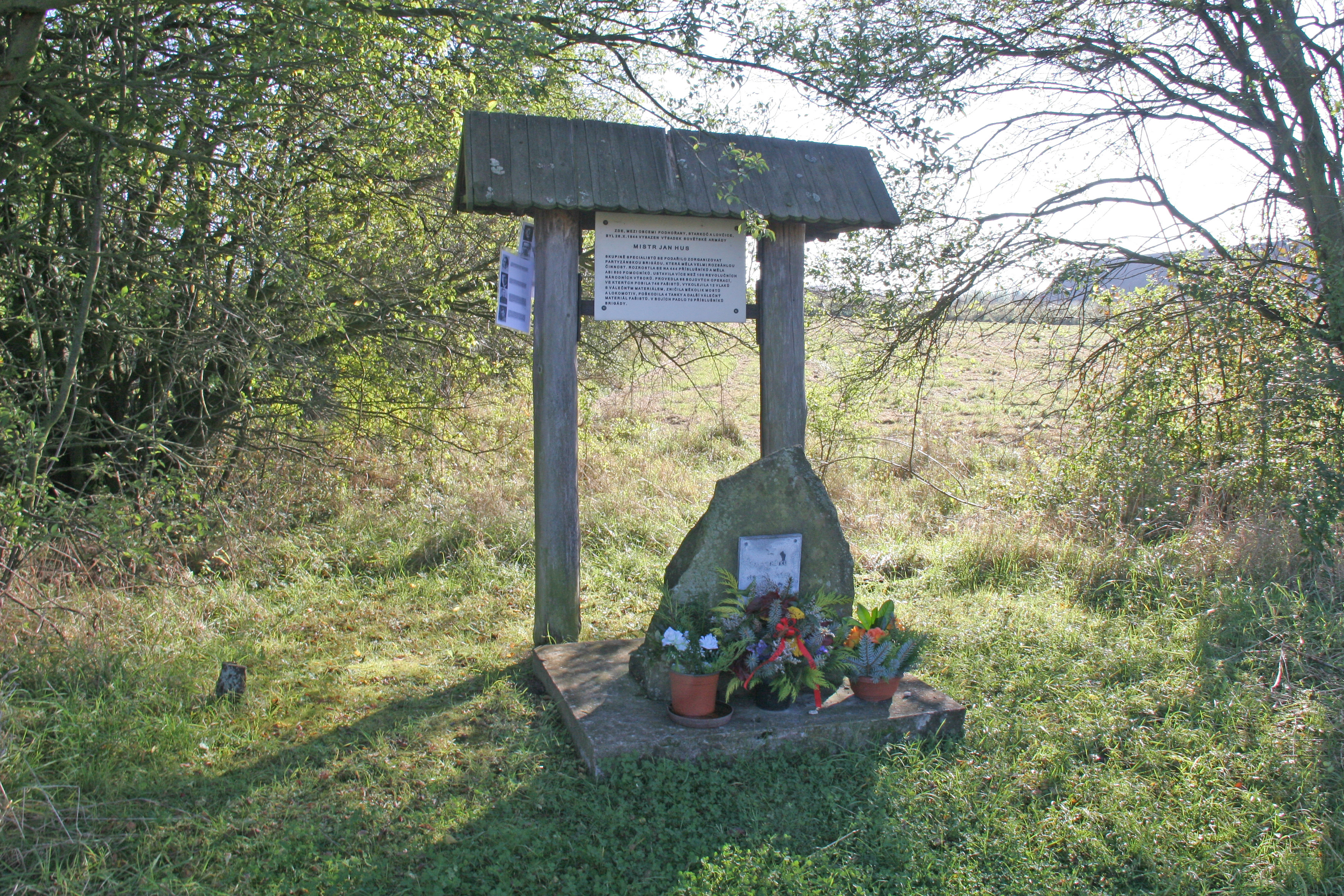
Gedenkstein für die Partisanenbrigade Mistr Jan Hus

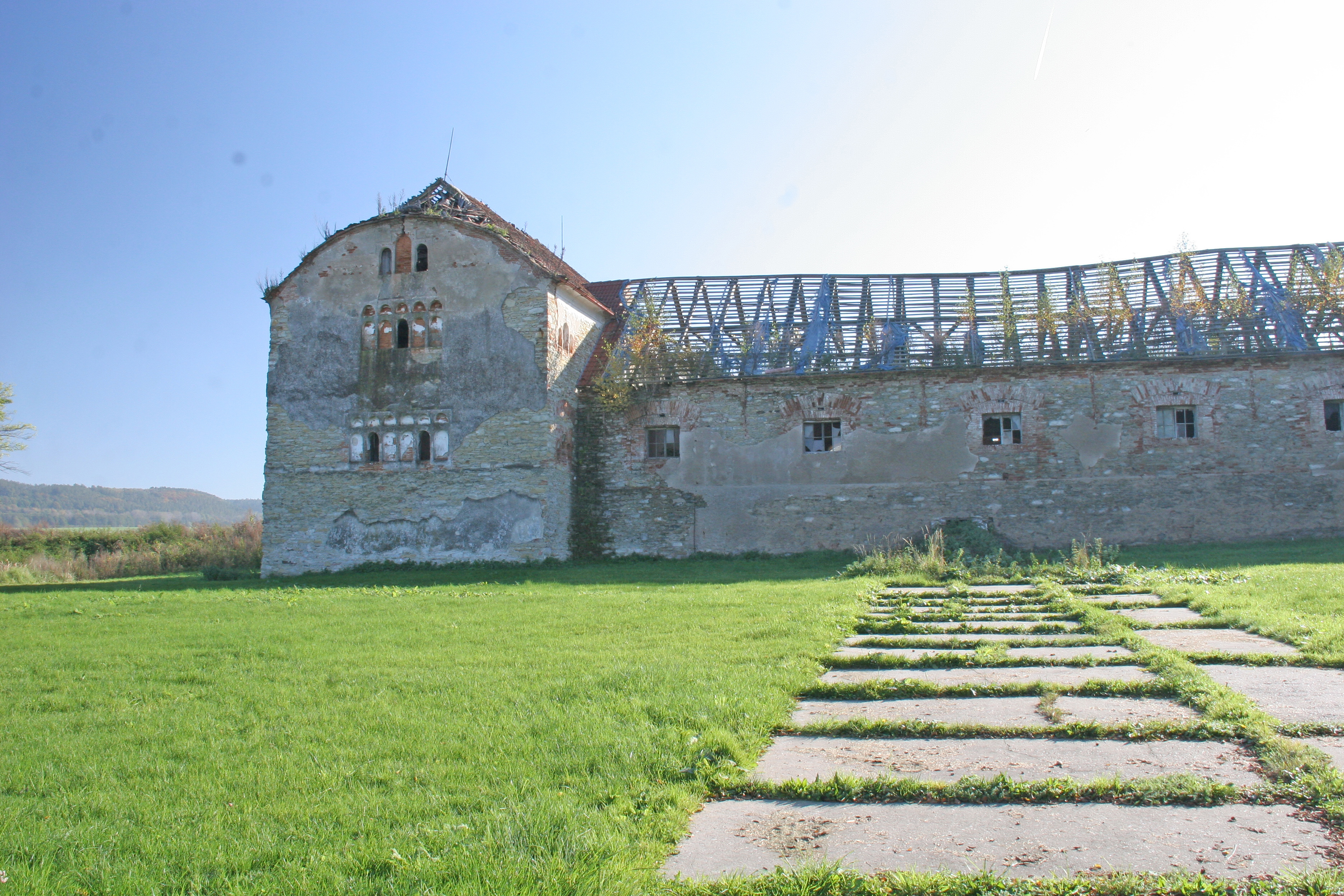
Meierhof

Lovčice (deutsch  Lautschitz) ist ein Ortsteil der Minderstadt Bílé Podolí im Okres Kutná Hora in Tschechien. Er liegt neun Kilometer östlich von Čáslav.

## Geographie
Lovčice befindet sich in der Quellmulde des Baches Lovčický potok in der Čáslavská kotlina (Czaslauer Becken). Einen Kilometer nördlich des Dorfes verläuft die Silnice I/17 zwischen Čáslav und Heřmanův Městec. Nordöstlich erhebt sich die Višňovka (Podhořaner Berg, 385 m n.m.), im Osten die Homole (269 m n.m.).
Nachbarorte sind Starkoč und Semtěš im Norden, Podhořany u Ronova und Bílý Kámen im Nordosten, Březinka, Licoměřice und Lipovec im Osten, Chybka, Tuchov und Bousov im Südosten, Ronov nad Doubravou im Süden, Vinaře im Südwesten, Vinice und Dolní Bučice im Westen sowie Výčapy, Polsko, Zbyslav und Zaříčany im Nordwesten.

## Geschichte
Die erste schriftliche Erwähnung des zur Herrschaft Tupadly gehörigen Dorfes erfolgte 1352, als Václav von Smrdov seinen Besitz in Lovčice seiner Frau Kunka überschrieb. Nachfolgender Besitzer wurde deren Sohn Beneš, der Lovčice 1464 seiner Schwester Markéta vermachte. Besitzer eines weiteren Teils des Dorfes war Jan von Lovčice, er verkaufte seinen Anteil 1466 an Burian Trčka von Lípa auf Lichtenburg. Bis 1532 besaß die Stadt Kuttenberg einen kleinen Anteil an Lovčice. Von 1536 bis 1554 war Suda von Řenče Besitzer des Gutes Lovčice. Nach 1600 wurde Lovčice an das Gut Zbyslav angeschlossen. Zum Ende des 17. Jahrhunderts erwarb Maximilian von Thun und Hohenstein das Gut Zbyslav mit den Dörfern Lovčice, Starkoč sowie Zaříčany und schlug es seiner Fideikommissherrschaft Žehušice zu. 1783 hatte das aus 36 Häusern bestehende Dorf 186 Einwohner. Im Laufe der Zeit wurde der Ort als Laucžicze bzw. Loučitz bezeichnet.
Im Jahre 1840 bestand Lautschitz bzw. Laučice aus 45 Häusern, in denen 317 Personen lebten. Im Ort gab es einen großen herrschaftlichen Meierhof mit Schäferei sowie eine Filialschule. Pfarrort war Zbislau.
Nach der Aufhebung der Patrimonialherrschaften bildete Loučice eine Gemeinde im Gerichtsbezirk Časlau. Ab 1868 gehörte der Ort zum Bezirk Časlau. Im Jahre 1900 hatte das Dorf 436 Einwohner, die in 61 Häusern lebten. Auf Anordnung der Linguistischen Kommission in Prag wurde 1920 der Ortsname in Lovčice abgeändert. 1921 lebten in den 71 Häusern von Lovčice 429 Personen. Zum Ende des Zweiten Weltkrieges wurde am 26. Oktober 1944 zwischen Podhořany, Lovčice und Starkoč die erste Gruppe der in der Sowjetunion gebildeten Partisanenbrigade Mistr Jan Hus abgesetzt.
Im Zuge der Gebietsreform von 1960 wurde der Okres Čáslav aufgehoben; Lovčice wurde dem Okres Kutná Hora zugeordnet und 1961 nach Bílé Podolí eingemeindet. Am 3. März 1991 hatte der Ort 101 Einwohner; beim Zensus von 2001 lebten in den 76 Wohnhäusern von Lovčice 103 Personen.

## Ortsgliederung
Der Ortsteil Lovčice bildet einen Katastralbezirk. Er steht mit dem übrigen Gemeindegebiet in keiner Verbindung, dazwischen liegt die Gemeinde Starkoč.

## Sehenswürdigkeiten
- Gedenkstein für die Partisanenbrigade Mistr Jan Hus, nördlich des Meierhofes am Abzweig der Straße nach Starkoč
- barocker Meierhof, auf der Anhöhe nordöstlich des Dorfes, er befindet sich in einem ruinösen Zustand
- Friedhof Starkoč mit Kapelle, nordöstlich des Dorfes an der Flurgrenze an der Straße nach Podhořany u Ronova